# Dierentuin van Peking

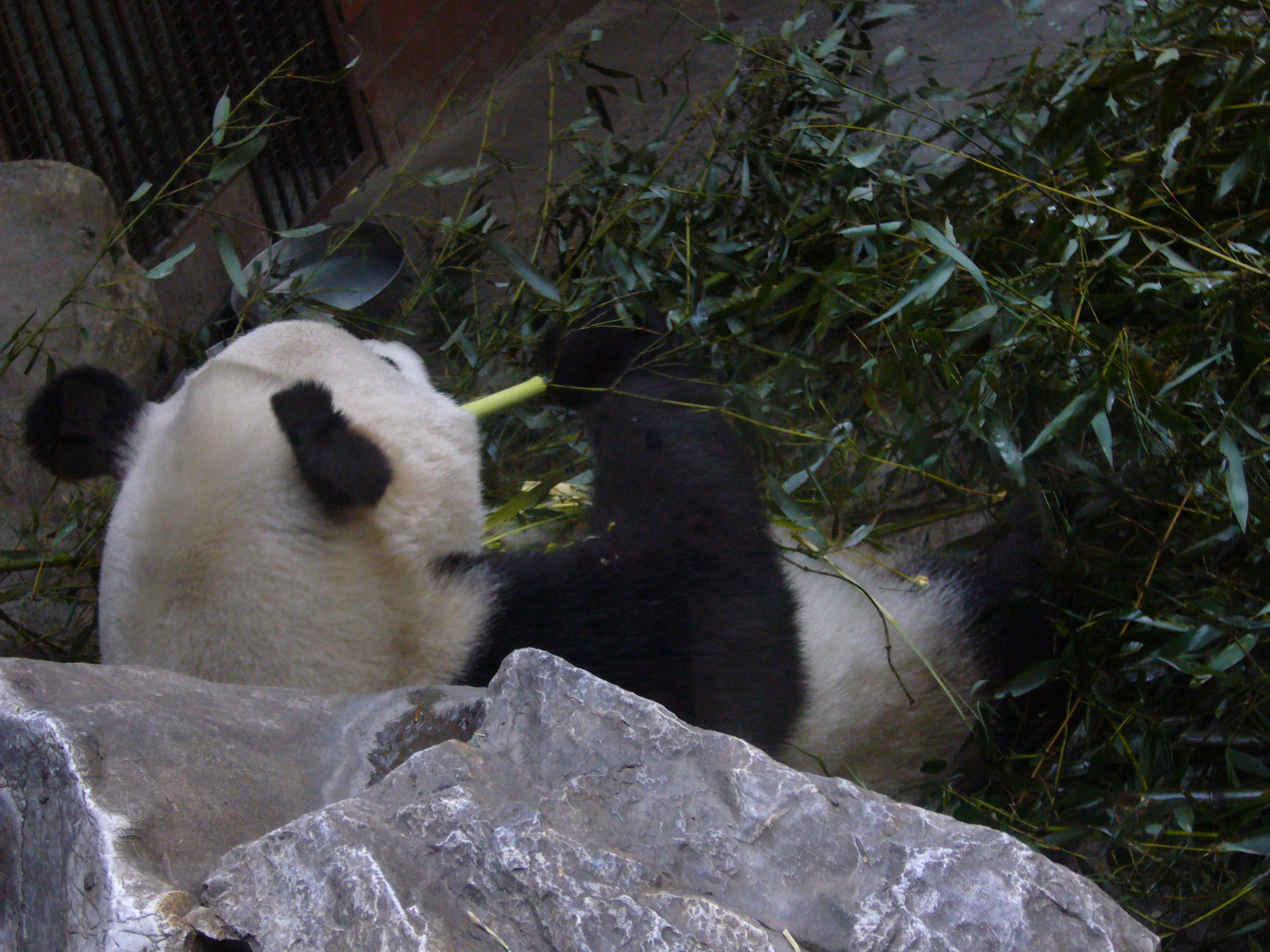
Reuzenpanda

De dierentuin van Peking is een dierentuin in China opgericht in 1906 tijdens het 32ste regeringsjaar van Guangxu, keizer uit de Qing-dynastie. Het terrein beslaat 86 ha, en is onderverdeeld in drie zones, de westelijke, de oostelijke en de noordelijke zone. Iedere zone heeft een aparte entree met parkeerplaats. Men kan betalen per zone of een algemeen ticket kopen.
De oostelijke zone heeft de verblijven van onder andere de reuzenpanda, de beren, leeuwen, tapirs en tijgers, inclusief een witte tijger. Ook zijn hier de watervogels en fazanten. De westelijke zone heeft onder andere apen, herten, pinguïns en flamingo's. De entree van deze zone is ook per boot bereikbaar. De noordelijke zone toont de nijlpaarden, neushoorns en het aquarium.

## Panda's
Twee jaren na de dierentuin van Chengdu begon de dierentuin van Peking zich in 1955 toe te leggen op het fokken van panda's. Tot nu toe zijn wereldwijd in 53 dierentuinen en natuurparken pogingen tot bevruchting gedaan. In 2005 werden in China 38 panda's kunstmatig bevrucht en er werden 25 welpen geboren, waarvan 21 overleefden. In 2004 vonden 30 inseminaties plaats en werden 12 welpen geboren, waarvan er 9 overleefden.
In de gehele wereld leefden in 2009 519 panda's in dierentuinen. Hiervan leefden er 235 reeds ergens in gevangenschap, de andere werden door reddingsacties verkregen. Panda's worden nooit aan buitenlandse dierentuinen verkocht, wel uitgeleend.
In 1988 logeerden twee panda's (Qunqun en Xixi) een jaar lang in de dierentuin van Calgary ter ere van de Olympische Spelen. Ruim 1.350.000 mensen bezochten de dierentuin in die periode. Dit verblijf heeft bijgedragen aan de bekendheid van panda's.